# Joseph Hilarius Eckhel

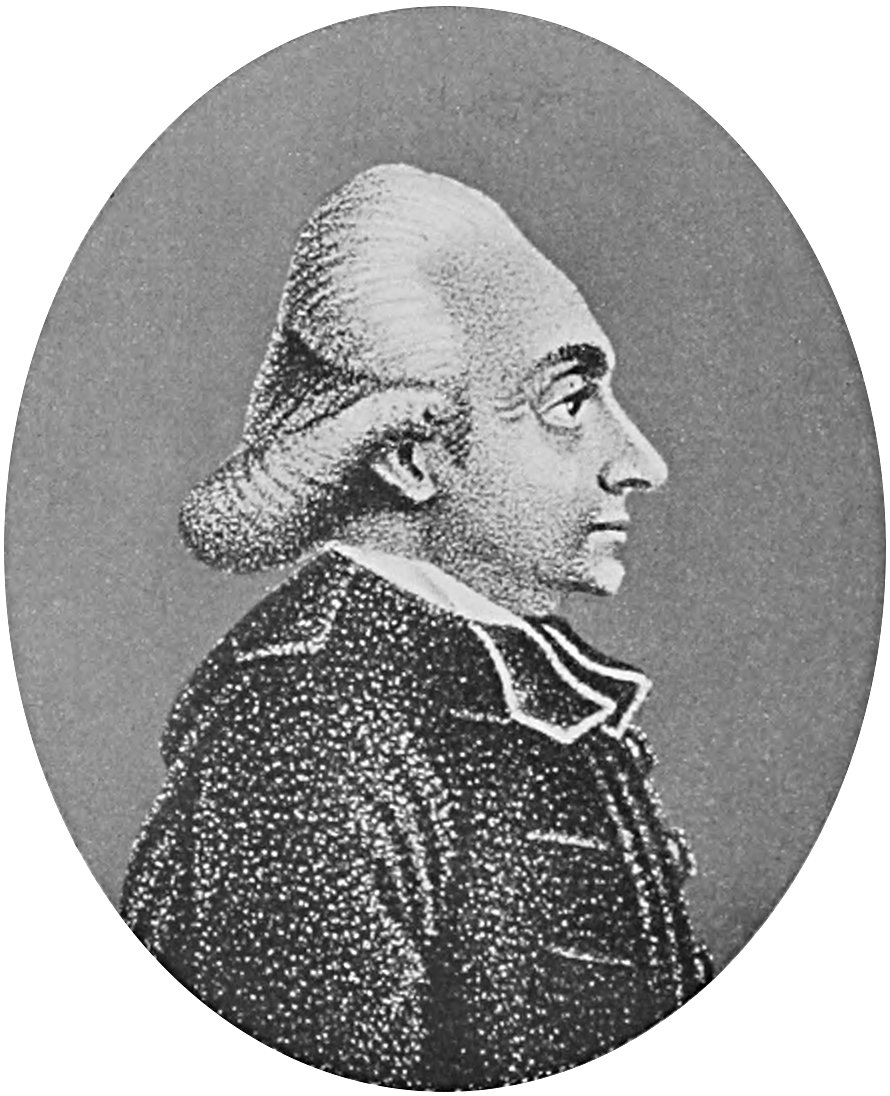
Joseph Hilarius Eckhel

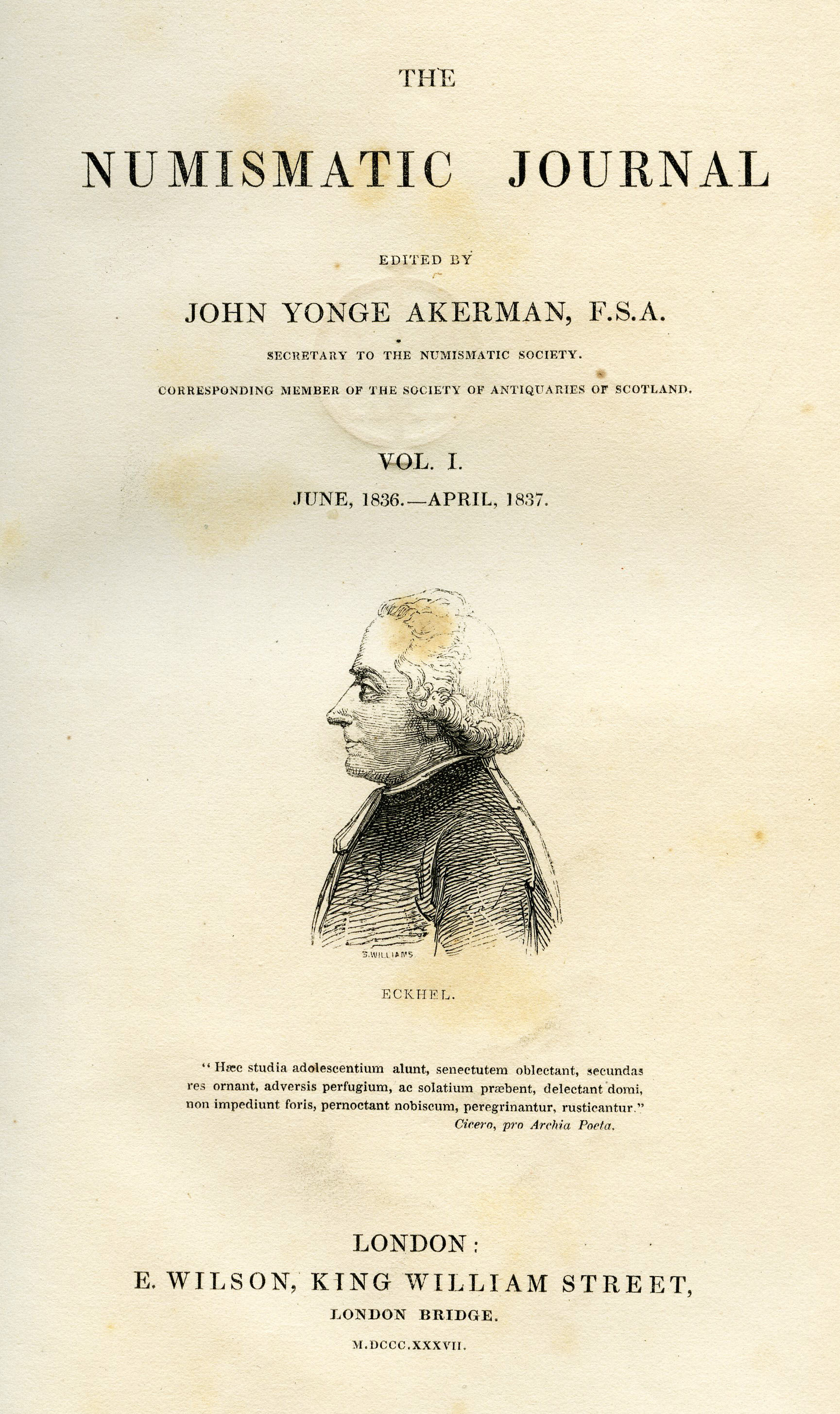
Joseph Hilarius Eckhel, Holzstich von Samuel Williams auf dem Titelblatt der Erstausgabe von The Numismatic Journal, 1837

Johann Joseph Hilarius von Eckhel (* 13. Januar 1737 in Enzesfeld, Niederösterreich; † 16. Mai 1798 in Wien) war ein österreichischer Jesuit und Numismatiker.

## Leben und Werk
Eckhel war ein Sohn von Johann Anton Eckhel, einem Verwalter fürstlich Montecuccolischen Güter. Seine Schulzeit verbrachte Eckhel an einer von Jesuiten geführten Lateinschule. Nach dem obligaten Noviziat trat er am 20. Oktober 1751 bei St. Anna in Wien der Societas Jesu bei. Nach seiner Priesterweihe konnte er am 24. September 1764 dann in der Pfarrkirche Maria Hietzing seine Primiz feiern.
Im Anschluss daran wirkte Eckhel als Dozent an Schulen in Leoben, Steyr und in Wien. Dort wurde er am Jesuitenkolleg Lehrer für Beredsamkeit und begann, angeleitet durch seinen Ordensbruder Josef Khell, sich für Numismatik zu interessieren. Zusammen mit Khell beschrieb und inventarisierte er die Sammlung Granelli und wurde 1769 beauftragt die Schenkung des ungarischen Grafen Mihály Viczay (1727–1781) zu bearbeiten. 1771 bearbeitete Eckhel bereits in nahezu alleiniger Verantwortlichkeit die Münzsammlung von Paul Festetics (1725–1782).
Schon länger kränklich, konnte Eckhel ab 1772 nicht mehr unterrichten und widmete sich ab dieser Zeit ausschließlich der Numismatik. Mit Erlaubnis seines Ordens ging Eckhel Ende August 1772 nach Bologna, Rom und Florenz, um dort weiter zu studieren. Raimondo Cocchi (1735–1775) verwandte sich für Eckhel und so wurde dieser mit der Sichtung und Bearbeitung der Münzen- und Medaillensammlung vom Großherzog der Toskana Peter Leopold beauftragt.
Als Eckhel 1774 nach Wien zurückkehrte, war sein Orden seit einem Jahr bereits aufgehoben. Kaiserin Maria Theresia berief ihn im darauffolgenden Jahr als Nachfolger von Erasmus Fröhlich und Josef Khell zum Kurator der antiken Münzen im kaiserlichen Münzkabinett. Dort arbeitete er unter der Leitung von Valentin Jamerai Duval und als dieser 1776 starb, berief man ihn zum alleinigen Direktor dieser Münzsammlung.
Parallel dazu hatte Eckhel bereits 1775 einen Ruf an die Universität Wien angenommen und lehrte dort als Professor der Altertümer und der historischen Hilfsmittel. Als solcher teilte er sich sein Gehalt mit dem ehemaligen Ordensbruder und unbesoldeten Professor Joseph Benedikt Heyrenbach. Am 16. Mai 1798 starb Eckhel in Wien und fand dort auch seine letzte Ruhestätte.

## Rezeption
Eckhel gilt als der Begründer der Numismatik als Wissenschaft. Mit seinem Hauptwerk „Doctrina numorum veterum“ (8 Bde.) entwickelte er ein System, welches das dilettierende Sammeln von Münzen auf eine fundierte wissenschaftliche Basis stellte. Anton von Steinbüchel (1790–1883) publizierte aus Eckhels Nachlass 1826 dazu noch eine Ergänzung („Addenda ad Eckhelii Doctrinam numorum veterum ex eiusdem autographo postumo“).

## Ehrungen
Michael Denis verfasste zu Ehren Eckhels den Distichon:
Eckhelium brevis hora tulit, sed diva Moneta
Scripta viri secum vivere secla jubet.
Anlässlich des 100. Geburtstages von Eckhel schuf Luigi Manfredini (1771–1840) 1837 eine Medaille mit der Aufschrift SYSTEMATIS. REI. NVMARIAE. ANTIQUAE. CONDITORI. Zwei weitere Medaillen erschienen ohne Jahr nach einem Modell von Johann Daniel Böhm als Eisenguss (73 mm, durch die Königlich Preußische Eisengießerei Berlin) und 1880 von Anton Scharff (Bronze, 35 mm)
Im Jahr 1872 wurde in Wien-Favoriten (10. Bezirk) die Eckhelgasse nach ihm benannt.

## Veröffentlichungen (Auswahl)
- Numi Veteres Anecdoti. 2 Bände. Kurzböck, Wien 1775, (Digitalisate: Band 1, Band 2).
- Catalogus Musei Caesarei Vindobonensis Numorum Veterum. 2 Bände. Kraus, Wien 1779, (Digitalisate: Band 1, Band 2).
- Sylloge I. Numorum Veterum Anecdotorum Thesauri Caesarei.[1] Trattner, Wien 1786, (Digitalisat).
- Descriptio Numorum Antiochiae Syriae. Trattner, Wien 1786, (Digitalisat).
- Kurzgefaßte Anfangsgründe zur alten Numismatik. Kurzbek, Wien 1787, (Digitalisat).
- Choix des Pierres Gravées du Cabinet Impérial des Antiques. Kurzbek, Wien 1788, (Digitalisat).
- Doctrina Numorum Veterum. 8 Bände. Degen u. a., Wien 1792–1798;
  - Teil 1: De Numis Urbium, Populorum, Regum. Band 1: Continens Prolegomena Generalia, tum Numos Hispaniae, Galliae, Britanniae, Germaniae, Italiae, cum Insulis. Degen, Wien 1792 (Open Access urn:nbn:se:alvin:portal:record-339075);
  - Teil 1: De Numis Urbium, Populorum, Regum. Band 2: Reliquas Europae Regiones cum Parte Asiae Minoris. Degen, Wien 1792 (Open Access urn:nbn:se:alvin:portal:record-339018);
  - Teil 1: De Numis Urbium, Populorum, Regum. Band 3: Reliquam Asiam Minorem, et Regiones deinceps in Ortum sitas. Degen, Wien 1794 (Open Access urn:nbn:se:alvin:portal:record-339342);
  - Teil 1: De Numis Urbium, Populorum, Regum. Band 4: Continens Aegyptum, et Regiones Africae deinceps in occasum sitas. Observata Generalia ad partem I. huius Operis, et Indices in Partem I. Camesina, Wien 1794 (Open Access urn:nbn:se:alvin:portal:record-339013);
  - Teil 2: De Moneta Romanorum. Band 5: Continens Numos Consulares et Familiarum subiectis Indicibus. Camesina, Wien 1795 (Open Access urn:nbn:se:alvin:portal:record-339004);
  - Teil 2: De Moneta Romanorum. Band 6: Continens Numos Imperatorios a Iulio Caesare usque ad Hadrianum eiusque Familiam. Camesina, Wien 1796 (Open Access urn:nbn:se:alvin:portal:record-339040);
  - Teil 2: De Moneta Romanorum. Band 7: Continens Numos Imperatorios ab Antonio Pio usque ad Imperium Diocletiani. Camesina, Wien 1797 (Open Access urn:nbn:se:alvin:portal:record-339054);
  - Teil 2: De Moneta Romanorum. Band 8: Continens Numos Imperatorios, qui supersunt, pseudomonetam, Observata Generalia in Partem II et Indices in Volumina VI VII VIII. Camesina, Wien 1798 (Open Access urn:nbn:se:alvin:portal:record-339044).